# Цзюйжун
Цзюйжун (кит. спр. 句容市, піньїнь: Jùróng Shì) — місто-повіт на заході Цзянсу, складова міста Чженьцзян.

## Географія
Цзюйжун лежить на висоті близько 24 метрів над рівнем моря у Дельті Янцзи.

### Клімат
Місто знаходиться у зоні, котра характеризується вологим субтропічним кліматом. Найтепліший місяць — липень із середньою температурою 27,8 °C. Найхолодніший місяць — січень, із середньою температурою 2,5 °С.
| Клімат Цзюйжуна         | Клімат Цзюйжуна | Клімат Цзюйжуна | Клімат Цзюйжуна | Клімат Цзюйжуна | Клімат Цзюйжуна | Клімат Цзюйжуна | Клімат Цзюйжуна | Клімат Цзюйжуна | Клімат Цзюйжуна | Клімат Цзюйжуна | Клімат Цзюйжуна | Клімат Цзюйжуна | Клімат Цзюйжуна |
| Показник                | Січ.            | Лют.            | Бер.            | Квіт.           | Трав.           | Черв.           | Лип.            | Серп.           | Вер.            | Жовт.           | Лист.           | Груд.           | Рік             |
| Середній максимум, °C   | 6,9             | 9               | 13,7            | 20              | 25,8            | 28,7            | 31,6            | 31              | 27,1            | 22,2            | 16              | 9,6             | 20,1            |
| Середня температура, °C | 2,5             | 4,6             | 8,8             | 14,9            | 20,5            | 24,4            | 27,8            | 27,3            | 22,8            | 17,2            | 10,8            | 4,6             | 15,5            |
| Середній мінімум, °C    | −0,8            | 1,1             | 4,8             | 10,3            | 15,9            | 20,8            | 24,6            | 24              | 19,4            | 13,2            | 6,7             | 0,9             | 11,7            |
| Норма опадів, мм        | 48              | 53.9            | 84.6            | 81.1            | 90.6            | 175.6           | 204.1           | 139.2           | 75.3            | 60.3            | 56.7            | 29.9            | 1099.3          |
| Вологість повітря, %    | 77              | 76              | 76              | 76              | 76              | 79              | 83              | 84              | 83              | 79              | 77              | 75              | 78.4            |
| ----------------------- | --------------- | --------------- | --------------- | --------------- | --------------- | --------------- | --------------- | --------------- | --------------- | --------------- | --------------- | --------------- | --------------- |
| Джерело: data.cma.cn    |                 |                 |                 |                 |                 |                 |                 |                 |                 |                 |                 |                 |                 |